# Isla Yeongheung
Yeongheung (en coreano: 영흥도) es una isla en el mar Amarillo, dentro de los límites del municipio de Ciudad Metropolitana de Incheon. Tiene una población de aproximadamente 4000 personas y una superficie de 23,46 kilómetros cuadrados La isla está conectada por carretera a la vecina Seonjae-do  (선재 도). (Y por lo tanto a la isla de Daebu y al continente) por un puente de 1,25 kilómetros de largo, llamado Yeongheung, que se inauguró en diciembre de 2001. 